# Melodrama (álbum)
Melodrama é o segundo álbum de estúdio gravado pela cantora e compositora neozelandesa Lorde. O seu lançamento ocorreu em 16 de junho de 2017, através da gravadora Universal Music e suas afiliadas. Um distanciamento do estilo minimalista de seu projeto de estreia, Pure Heroine (2013), Melodrama é um álbum de pop e electropop que incorpora instrumentação de piano e batidas eletrônicas maximalistas. Foi primariamente composto e produzido por Lorde e Jack Antonoff, com assistência de produção por diversos produtores de renome, incluindo Frank Dukes, Flume, Malay, S1 e Joel Little.
Lorde começou a escrever as canções de seu subsequente disco em dezembro de 2013, apenas três meses após a edição de seu aclamado disco de estreia, Pure Heroine. Porém, a exaustiva excursão que empreendera para promovê-lo impossibilitou-a de retornar aos estúdios de gravações àquele momento. A intérprete apenas regressou aos estúdios em março de 2015, após o término do relacionamento com seu namorado de longa-data James Lowe, para iniciar as sessões de composição com Joel Little, o responsável pela produção musical de seu álbum de estreia.
O álbum foi descrito como vagamente conceitual, explorando o tema de solidão. Ele segue a estrutura de uma única festa em casa, e os eventos e sensações que decorrem. Durante suas sessões de composição, Lorde viajou entre os Estados Unidos e a Nova Zelândia diversas vezes, examinando o mundo a sua volta, e continuou a trabalhar através de inícios errôneos, desvios mal-sucedidos e períodos de inatividade enquanto retraía do holofote público. O processo de escrita durou cerca de dezoito meses. Melodrama foi majoritariamente bem recebido pelos críticos, muitos que elogiaram a sua composição, produção e os vocais de Lorde. Ademais apareceu em diversas listas de fim de ano, com o Metacritic nomeando-o o segundo álbum melhor recebido de 2017 e o 29.º melhor avaliado de todos os tempos. 
A obra recebeu uma indicação a um Grammy Award na categoria de Álbum do Ano em 2018. Para promover Melodrama, "Green Light" foi lançada como seu primeiro single para sucesso comercial, seguida por "Perfect Places" e um remix de "Homemade Dynamite". O álbum estreou em primeiro lugar na tabela estadunidense Billboard 200, tendo vendido 109 mil unidades equivalentes, e liderou as tabelas musicais em três outros países. Recebeu eventualmente certificações de ouro no Reino Unido e nos Estados Unidos, platina na Austrália e Canadá e platina dupla na Nova Zelândia.

## Antecedentes e gravação

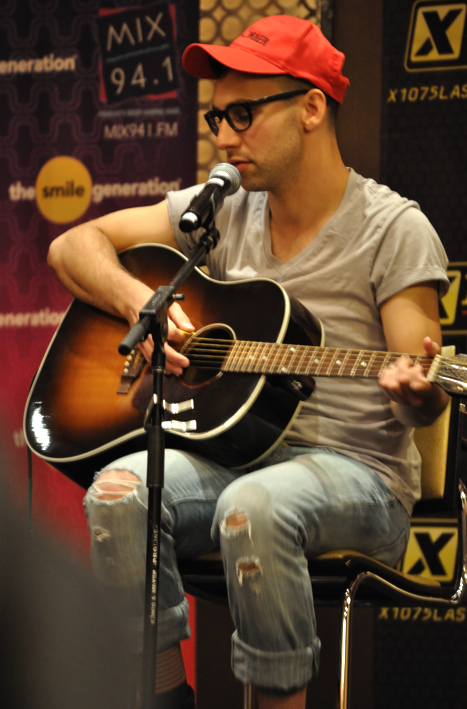
Jack Antonoff co-escreveu e coproduziu a maior parte do álbum com Lorde

Em dezembro de 2013, Lorde anunciou que ela havia começado a escrever material para um futuro segundo álbum de estúdio. No ano seguinte, a cantora disse que estava nos estágios iniciais e que ele era "completamente diferente" de seu disco de estreia; ela também disse que a mudança na sonoridade era decorrente de uma mudança nas circunstâncias e cenários de sua vida. Mais tarde em 2014, a Lionsgate anunciou que Lorde curaria a trilha sonora para o terceiro filme da franquia The Hunger Games, que seria seguido pelo lançamento do primeiro single do filme, "Yellow Flicker Beat", que recebeu aclamação crítica. Em uma entrevista à estação de rádio australiana Triple J em fevereiro de 2015, Joel Little, que produziu Pure Heroine, disse que ele havia marcado para se encontrar com Lorde para uma sessão de composição em um estúdio no mês seguinte, apesar de que um plano definido não estava estabelecido. Little tornou a falar com a imprensa em abril de 2016, tendo revelado desta vez que os dois estavam a experimentar instrumentações e a certificar-se de que as canções escritas eram realmente boas, mas afirmou em outubro que, apesar de compor algumas canções para o álbum, ele não seria um produtor executivo, atribuindo isto a Lorde "tentando fazer algo diferente". Lorde eventualmente participou da faixa do duo britânico Disclosure, incluída no álbum de 2015 Caracal.
Em janeiro de 2016, o The New Zealand Herald reportou que Lorde e James Lowe, seu namorado, haviam terminado seu relacionamento de três anos. A cantora confirmou o término durante entrevistas seguindo o lançamento de "Green Light" em 2017, levando a que ela cedesse a "beber muito" e perceber que havia um "elemento de escapismo e exploração" em fazê-lo. Lorde eventualmente respondeu a um comentário em sua conta no Instagram no final de agosto de 2016, confirmando que ela havia completado o processo de composição de Melodrama — ainda sem título no período — e que ela estava nos estágios de produção. A cantora anunciou o título do álbum no dia 2 de março de 2017. Ela também começou a publicar fotos dela no Electric Lady Studios em Nova Iorque com Jack Antonoff nas mídias sociais, tiradas a partir de dezembro de 2015. Sessões extras de gravação foram realizadas no estúdio privado de Antonoff em Brooklyn Heights, chamado de Rough Customer Studio, e no Jungle City Studios em Nova Iorque, bem como no Westlake Recording Studios e no Conway Recording Studios em Los Angeles. O processo de gravação da dupla durou 18 meses. Melodrama foi lançado através da Universal Music Group, Lava Records e Republic Records em 16 de junho de 2017.

## Composição e produção

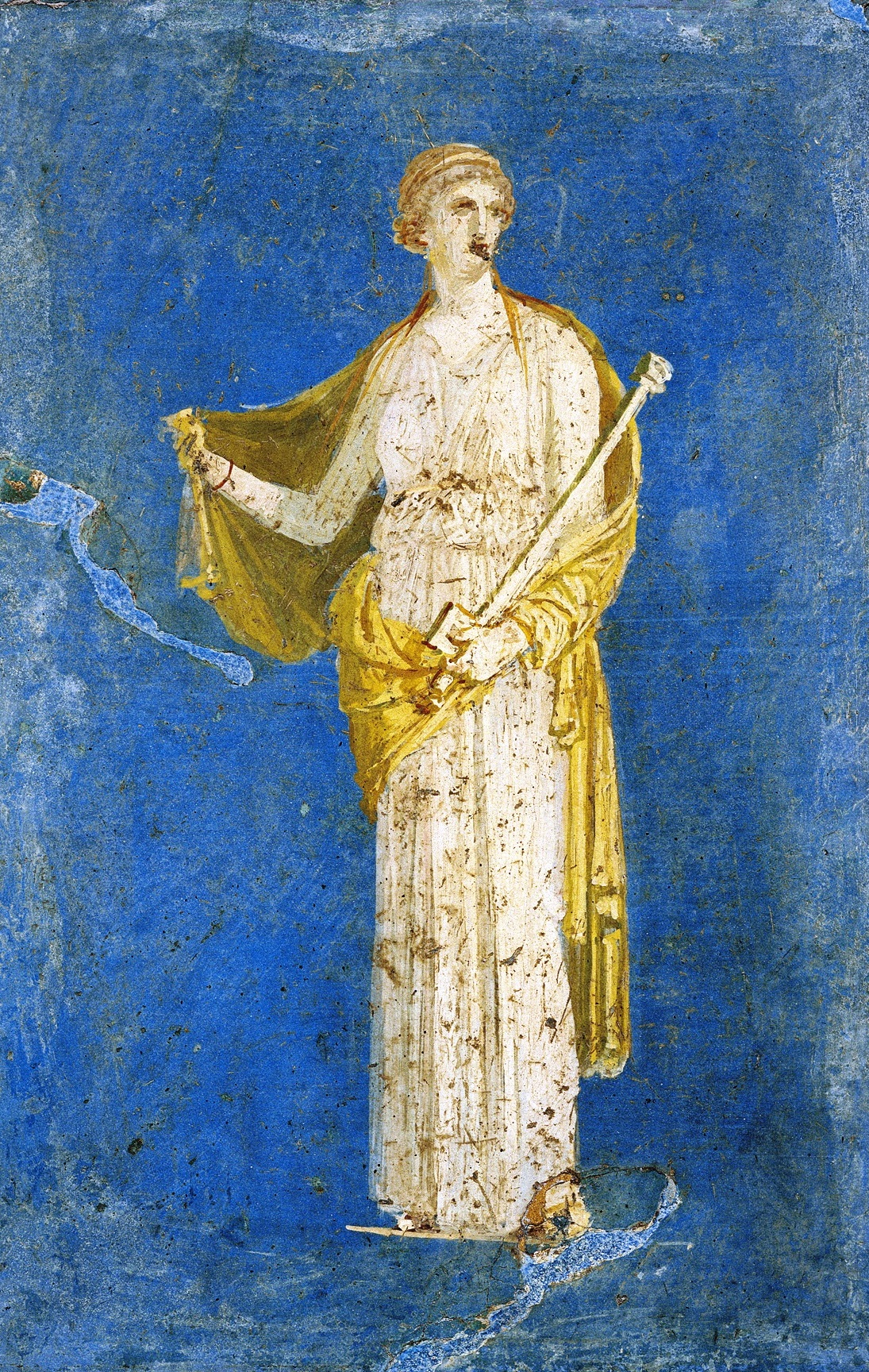
A tendência de Lorde de criar paralelos com tragédias gregas (na imagem, Medeia) foi uma inspiração para o título do álbum

Lorde disse que, durante os primeiros estágios de composição das canções de Melodrama, ela imaginou escrever o álbum da perspectiva de alienígenas saindo do um ambiente hermeticamente selado pela primeira vez, citando a conto de ficção científica "There Will Come Soft Rains" (1950) de Ray Bradbury como inspiração. Ela descartou a ideia e escolheu, ao invés disso, escreveu sobre seus próprios problemas com o início de sua fase adulta. Ela comparou a história do conto supracitado com sua própria realidade, dizendo que ela usualmente se esconderia em sua casa com amigos, "bebendo e fazendo um esforço consciente para bloquear o resto do mundo, como se houvesse ocorrido um apocalipse nuclear". Lorde também buscou inspiração em conversas com seus amigos e viajou múltiplas vezes entre os Estados Unidos e a Nova Zelândia para examinar o mundo a sua volta. Ela continuava a trabalhar através de "falsos inícios, desvios sem resultado e períodos de inatividade" enquanto retraía do holofote público.
Melodrama é sobre "lidar com a solidão" após o término de um relacionamento, de acordo com o The New York Times. Entrevistada pela publicação, Lorde disse que Melodrama não é simplesmente um "álbum de término", mas sim um "sobre estar sozinho"; ele inclui tanto os aspectos favoráveis quanto os desfavoráveis associados com "um coração partido e solidão". Apesar disso, ela considerou "Green Light" uma música de término de relacionamento tradicional. Em uma entrevista à Vanity Fair, Lorde disse que o título do álbum é uma "referência aos tipos de emoções que você experimenta quando você tem 19 ou 20 anos," elaborando ao dizer que os últimos anos haviam sido intensos para ela, e que ela havia experimentado uma vasta gama de emoções. Ela citou seu "amor pelo teatro" e desenhou paralelos às tragédias gregas como inspiração para o título do álbum. Segundo ela, foi bastante "irônico" intitulá-lo Melodrama. A cantora comparou-o com Pure Heroine, dizendo que este álbum parecia mais estilizado por seu uma "coleção de momentos, pensamentos e vinhetas". De acordo com Lorde, ela teve que lidar com "sensações muito sérias e vívidas" que ela tinha que expressar após ter seu coração partido pela primeira vez e se mudar da casa de seus pais, e ela passou muito tempo isolada em sua própria casa. Trabalhar com Antonoff ajudou-a a se abrir sobre sua situação interna.
Enquanto escrevia canções para o álbum, Lorde buscou inspiração em diversos cenários e testou novos materiais escutando demos através de fones de ouvido em um restaurante perto do Columbus Circle, algo que fez por cerca de quatro meses para entender como a música soaria no dia a dia. Ela se inspirou em conversas de desconhecidos, frequentemente ouvindo frases que a fariam pensar por horas. Estas frases também ilustraram um "quadro" em seus pensamentos. O restaurante frequentemente tocava rádios com as músicas mais populares, o que ocasionalmente a distraía de sua composição, apesar de que ela às vezes tirava os fones para deixar as canções "lavarem-na". Em sua casa na Nova Zelândia, Lorde tinha uma parede de anotações para suas canções, que ela usava para "esquematizar" todo o álbum; isso permitia que ela encontrasse conexões a casa faixa e "preencher os vazios". Cada canções era colorizada em decorrência de sua sinestesia; Lorde arranjou as cores de acordo com seu tema e emoção. Ela também viajou para uma casa alugada na Ilha Waiheke, onde ela podia compor sem distrações.

## Arte de capa
A arte de capa de Melodrama foi pintada pelo pintor abstrato estadunidense Sam McKinniss, com quem Lorde havia conversado por e-mail. A dupla concordou em se encontrar e começar a discutir a colaboração. Mais tarde, Lorde visitou o estúdio de McKinniss em Williamsburg, Brooklyn, onde ela gostou do retrato da fotografia de capa do álbum Purple Rain (1984), de Prince, e de uma pintura de Lil' Kim. Lorde pediu que McKinniss criasse uma pintura com um "tipo de inquietação colorida adolescente e animação e energia e potencial".
McKinniss e Lorde se encontraram no final de 2016 no estúdio de seu amigo, que consistia em lâmpadas coloridas em um equipamento de iluminação e um espaço com várias janelas. Para a sessão de fotos de Melodrama, Lorde vestiu um deshabillé vintage e posou por duas horas. De acordo com McKinniss, a arte do álbum é a "convergência e duas mentes parecidas" e "espíritos simpáticos". Ele contou que Lorde o disse; "Eu quero ser uma adolescente em meu quarto após uma longa noite, durante a alvorada". A dupla considerou tornar a sessão de fotos "operática" e inspirada na Irmandade Pré-Rafaelita, mas descartou a ideia por estarem satisfeitos com as expressões faciais de Lorde nas imagens resultantes. McKinniss criou duas pinturas de suas fotografias; uma incluia um brilho azul com um rubor quente sobre a bochecha de Lorde e o outro tinha uma iluminação diferente, com cores "mais pálidas e doces". A pintura não utilizada foi revelada mais tarde em uma entrevista à Dazed.
A NME considerou a obra uma das melhores capas de álbuns do século XXI até então. A Paste a posicionou na 11ª posição em sua lista de melhores capas de álbuns de 2017, e ela também apareceu na lista sem ranking da Billboard. Tatiano Cirisano, escritor da publicação, disse que McKinniss "perfeitamente comunida a história de intimidade e crescimento" do álbum com suas "cores nebulosas do crepúsculo e cenário de cabeceira". A Fuse também incluiu a capa em sua lista de fim de ano.

## Música e letra

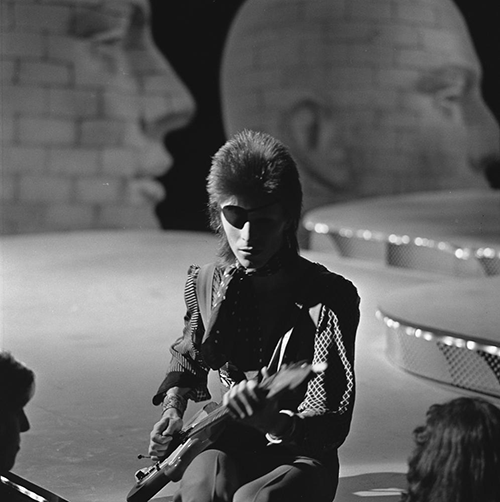
Lorde cita Don Henley, Tom Petty, Phil Collins e Joni Mitchell, bem como as mortes de David Bowie (na imagem) e Prince como inspirações.

Os vocais de Lorde em Melodrama foram notados por seu canto emocional e multicanal. Ela cita os vocais emocionais de Kate Bush e Sinéad O'Connor, bem como o uso de vocoder de Laurie Anderson como inspirações para seus vocais no álbum. O escritor Neil McCormick, do The Daily Telegraph, descreveu os vocais de Lorde como um "canto audacioso, que localiza diferentes níveis de intimidade em diferentes timbres vocais, multicanalizando sua voz para que ela frequentemente soe como se as canções estivessem sendo cantadas por versões concorrentes dela mesma". Seus vocais vão de "gorjeios não processados de baixo registro" a "máscaras digitalizadas". De acordo com o NME, diferentes personalidades de Lorde, que vão da "forte, serena jovem mulher" à "psicopata" escondida, são exibidas através de seu canto no álbum.
Melodrama é construído em torno da produção de Jack Antonoff, que incorpora baterias, sintetizadores, camadas de voz e ganchos diretos ao ponto. Lorde e Antonoff se encontraram no início de 2014 em uma festa após o Grammy e depois tiveram diversas sessões de composição "exploratórias" antes de Lorde o contratar como o principal coescritor no álbum. Lorde trabalhou em Melodrama no estúdio de Antonoff, o Rough Customer Studios, em Nova Iorque, e em sua casa na Nova Zelândia. As estruturas das canções no álbum são tradicionais em suas construções, com melodias baseadas em piano, em contraste com as influências de hip hop em Pure Heroine. A cantora teve uma aproximação clássica, geralmente compondo a melodia e então tentando diferentes falsetes; Lorde disse que, por causa disso, todo o álbum pode ser tocado de forma acústica. Ela também citou que seu desejo de explorar um "modo catártico". Diversas publicações notaram sua produção pop maximalista, um distanciamento do estilo minimalista pela qual a cantora era conhecida. Melodrama foi descrito por críticos como um álbum pop e electropop.
As letras do álbum são sobre um coração partido e solidão. Críticos descreveram Melodrama como vagamente conceitual, apesar de que tal afirmação foi negada por Lorde. Lorde afirmou que Melodrama possui apenas uma narrativa vaga; ela acredita que a "natureza transcendental" que festejar pode trazer, com os intensos "pontos altos intoxicantes e pontos baixos bruscos", paixões e términos, ajudaram a formar a linha narrativa que conecta cada canção.
Lorde desenvolveu desdém pela expressão "voz de uma geração"; de acordo com ela, a mudança de narrativa no álbum foca no "eu", em contraste à inclusão de "nós" em Pure Heroine. As palavras "festa", "pressa" e "violência" são repetidas várias vezes. Lorde queria mostrar um contraste, indo de "grande e importante" a "bem pequeno e íntimo", assim como desejou fazer referência a eventos pessoais, manchetes e temas associados à internet. Ela buscou inspiração no álbum Graceland (1986) de Paul Simon, considerando-o "um lugar que queremos ir" e comparando-o a "Malibu" (2017), de Miley Cyrus, dizendo "que amável que Malibu é o primeiro amor, e Graceland é a iluminação após o amor perdido". Lorde usa diversas metáforas em Melodrama, como os dentes de tubarões-brancos, continuando a incorporação de dentes em suas letras. A cantora também citou Don Henley, Tom Petty, Phil Collins e Joni Mitchell como inspirações para Melodrama.

## Canções

### Canções 1–5

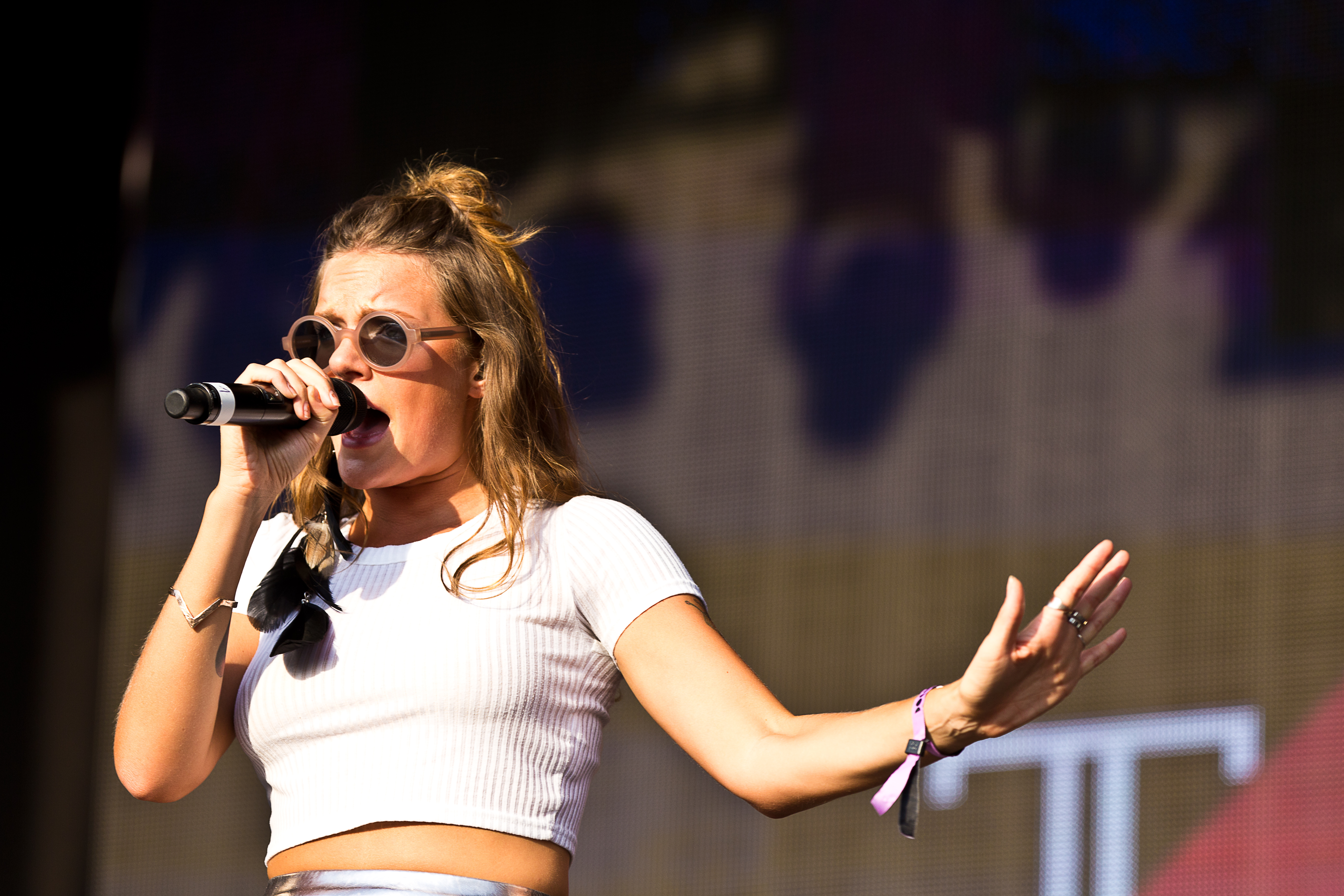
A cantora e compositora sueca Tove Lo co-escreveu "Homemade Dynamite" com Lorde

A faixa de abertura do álbum, "Green Light", inclui metáforas titulares; críticos interpretaram a "green light" (luz verde) como um sinal rodoviário que dá à cantora a permissão para seguir para o futuro. Ela foi descrita por críticos como uma canção de electropop, dance-pop e pós-disco. Lorde foi inspirada a escrever a faixa após assistir a um concerto de Florence and the Machine com Antonoff; o processo de composição durou 18 meses. Ela disse que a linha de piano na canção se assemelha à introdução de piano na canção de 2008 "Fake Empire", da banda The National. "Sober", que foi construída a partir de um bongô, foi composta depois de Lorde se apresentar no Coachella. A instrumentação da faixa também inclui um saxofone barítono e tenor, um trompete, bem como o som do rugido de um tigre, que foi adicionado quando Antonoff estava procurando por amostras duas sessões antes de concluir a canção.
Lorde coescreveu "Homemade Dynamite" com Tove Lo. É a única canção onde Antonoff não é creditado como compositor ou produtor. Lorde buscou inspiração para compôr "The Louvre" depois de escutar o álbum de 2016 Blonde, de Frank Ocean. Ela afirmou, em uma entrevista em podcast para o The Spinoff, que ela poderia ter feito um "single grande e fácil", mas evitou fazê-lo porque ela sentiu que não significaria muito "simplificar a jornada" ou "forçar um grande refrão". Ela disse que o processo de produção foi "animador", afirmando, "eu posso usar guitarras e eu posso pegar uma grande batida deformada de Flume e jogá-la embaixo d'água." De acordo com o Newsweek, a cadência da cantora em algumas linhas quase se torna rap, o que foi comparado com canções multigênero. "Liability" é a primeira balada de piano no álbum; em um perfil para o The Spinoff, Lorde disse que os acordes da canção pareciam "clássicos" e similares aos trabalhos de Crosby, Stills, Nash & Young e Don Henley. Ela foi inspirada pela faixa "Higher" do álbum de 2016 Anti, de Rihanna, que ela escutou quando estava em um táxi, voltando para casa depois de uma festa.

### Canções 6–11
A primeira parte do pot-pourri "Hard Feelings/Loveless" usa um sintetizador distorcido e elementos dos gêneros de música industrial, noise music e electronica. Antonoff disse que um de seus momentos mais orgulhosos durante a produção do álbum foi a inclusão de um "sintetizador no final [da canção] que soa como metal entortando". As duas primeiras linhas de "Loveless"—"What is this tape? / This is my favorite tape"—foram retiradas de um documentário sobre Graceland de Paul Simon, que Lorde havia assistido. O solo de bateria utilizado como a transição entre "Hard Feelings" e "Loveless" foi retirado da canção "In the Air Tonight" (1981) de Phil Collins. Lorde afirmou que essa foi uma das primeiras faixas do projeto a serem criadas. Ela frequentemente escutava a música de soft rock de Leonard Cohen, Joni Mitchell, Fleetwood Mac e Paul Simon enquanto andavas pelos metrôs de Nova Iorque e quando voltava em táxis para sua casa em Auckland depois de festas. Lorde e Antonoff compararam a canção a "The Heart of the Matter" (1989) de Don Henley, com Antonoff também comparando sua mensagem à canção de Henley, já que ambas as canções "lidam com notícias de que um amante passado encontrou alguém novo, e então lamentam outros relacionamentos anteriores".
A canção seguinte, "Sober II (Melodrama)", uma continuação de "Sober", detalha as emoções e sensação de solidão após o fim de uma festa. A canção foi originalmente intitulada "Sober (Interlude)" antes de seu lançamento. Comparando Lorde a Kate Bush, Claire Schafer da Newsweek disse, "o refrão comovente de 'Writer in the Dark' [...] é inquietantemente similar ao alto registro de Bush e excesso extraterrestre de sentimentalidade", e que Melodrama "marca uma nova dimensão à voz de Lorde, onde cada pequena respiração e enunciação carrega enorme significado". Lorde acordou no meio da noite e escreveu o tema principal da canção, se sentindo perversa e empoderada enquanto o fazia. Para ela, foi um "momento legal e doloroso" no álbum. Lorde disse que "Supercut" é a única canção no disco onde ela fala com alguém, descrevendo o processo de pensamento como tarde no processo de produção. Grande parte da canção foi construída utilizando baterias, enquanto "espaços em branco" eram mais tarde "preenchidos" com sequências de piano. Ela considerou transformar "Liability (Reprise)" em uma canção a cappella antes de decidir "ser sensível" e adicionar uma batida de fundo. "Perfect Places" foi inspirada nas mortes de David Bowie e Prince, dois músicos que Lorde afirmou que foram os mais influentes durante a gravação de Melodrama.

## Lançamento e promoção
Apenas preciso permanecer a trabalhar no disco um pouco mais para torná-lo tão bom quanto possível. O tão esperado dia não será amanhã nem no próximo mês, mas em breve.

—Declarações de Lorde nas redes sociais acerca do lançamento de Melodrama, em novembro de 2016.
Mesmo sem um anúncio oficial de seu lançamento, o segundo disco de Lorde foi incluído em diversas listas dos mais aguardados de 2016. Como o seu lançamento não ocorreu nesse ano, o disco voltou às listas dos mais aguardados em 2017. O registro foi classificado em quinto lugar entre os 101 mais aguardados de 2017 pelo site Stereogum e foi eleito o mais aguardado do ano pelos leitores do Idolator, com 7 720 votos. Embora tenha mantido total sigilo acerca do material, a cantora compartilhou diversas mensagens e fotografias nas redes sociais, por meio das quais revelava detalhes sobre o disco aos seus admiradores. No início de 2016, Lorde divulgou ter escolhido o título do disco, porém não o tornou público. Em 7 de novembro, publicou uma mensagem por meio da qual refletia acerca dos acontecimentos desde o lançamento de Pure Heroine e anunciou serem as letras do novo disco as melhores por ela alguma vez escritas. No mesmo mês, a artista publicou uma fotografia de fones de ouvidos em suas mãos, com a legenda: "A ouvir o disco todos os dias. Quero ouvi-lo exatamente como vocês irão ouvi-lo".
Lorde primeiramente promoveu o álbum publicando um link para um website chamado imwaitingforit.com em sua conta no Twitter. O website incluia um curto clipe de Lorde sentada em um carro comendo e bebendo, enquanto uma faixa de piano tocada no fundo; isso foi seguido pelas datas "3.2.17 NYC" e "3.3.17 NZ" aparecendo na tela. O vídeo era intitulado "M", seguido de sete asteriscos e acabando com "A", o que seria mais tarde revelado como o nome do disco. De acordo com a revista Fact, o clipe também foi transmitido nos maiores canais de televisão da Nova Zelândia. Lorde revelou que o disco seria intitulado Melodrama em 2 de março de 2017, por meio de uma mensagem em seu perfil no Twitter. Em 9 de março, a artista revelou que o lançamento do material ocorria em 16 de junho de 2017. Assim como seu primeiro projeto, Melodrama também é editado em vinil pelo selo Virgin Records, lançado em 10 de novembro de 2017 na Amazon. Sua pré-venda está disponível desde o lançamento do álbum.
Para continuar a promoção do álbum, Lorde embarcou em uma turnê mundial com diversos artistas de abertura; ela anunciou a turnê em junho de 2017. A turnê começou no O2 Apollo Manchester na Inglaterra em 29 de setembro de 2017 e terminou em Trondheim, Noruega, em 19 de outubro de 2017. O trecho na Oceania consistiu em 13 apresentações. Lorde fez 30 shows na América do Norte. Nos países lusófonos, Lorde se apresentou no dia 7 de junho de 2018 no NOS Primavera Sound no Parque da Cidade do Porto, Portugal, e em 15 de novembro de 2018 no festival Popload em São Paulo, Brasil.

### Singles

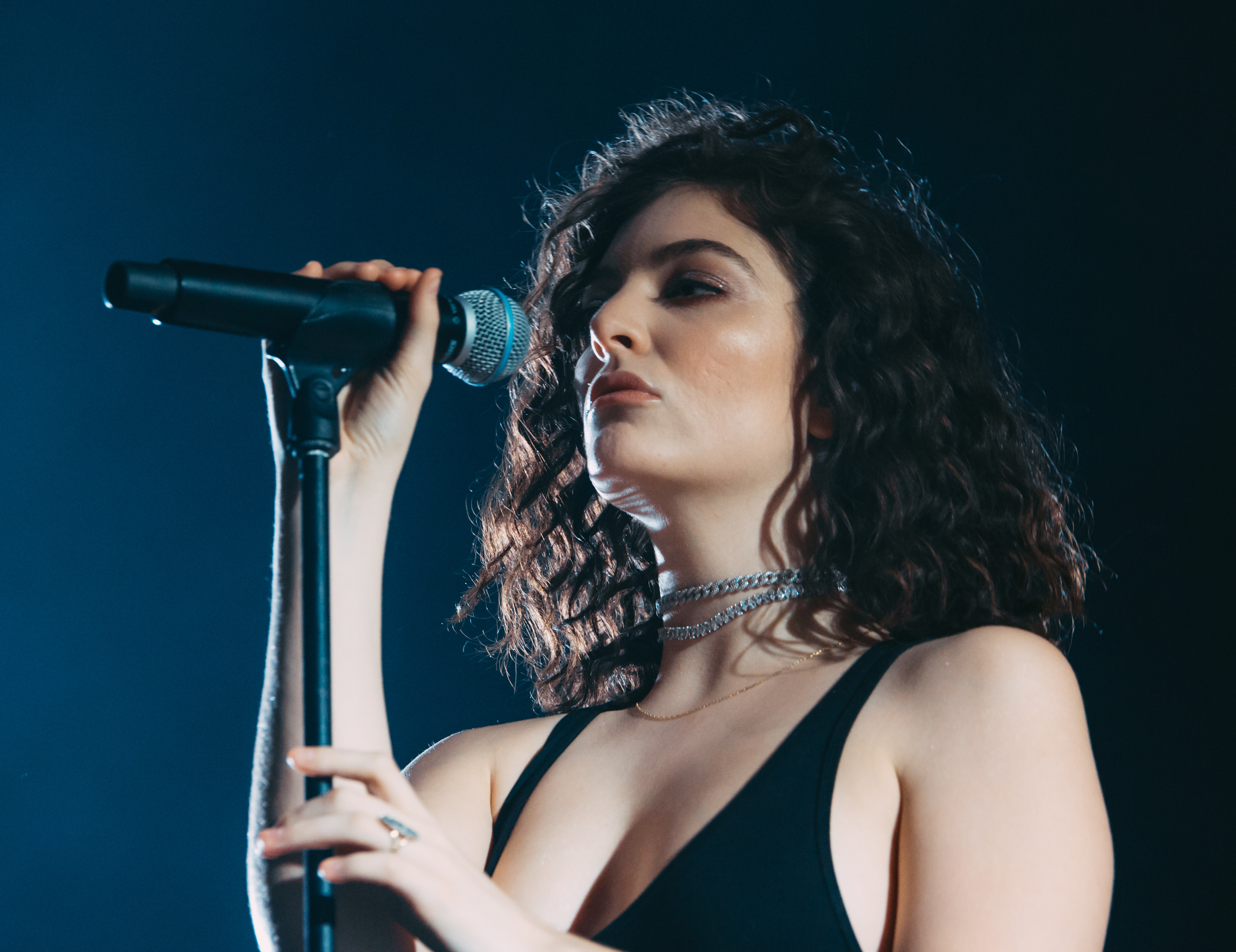
Lorde se apresentando no Osheaga Festival em 2017

Em 2 de março de 2017, Lorde lançou "Green Light" como o primeiro single do álbum. O single foi universalmente aclamado pelos críticos, com muitas publicações posicionando-o em suas listas de fim de ano, e sendo reconhecido como o Single do Ano da NME. A canção foi comercialmente bem-sucedida, recebendo uma certificação de platina nos Estados Unidos e platina tripla na Austrália. Na semana seguinte, Lorde lançou "Liability" como o primeiro single promocional de Melodrama. Ela apresentou a canção ao lado de "Green Light" pela primeira vez em 12 de março de 2017 no programa Saturday Night Live. Esta foi sua primeira apresentação em mais de dois anos, e foi bem recebida pelos críticos. Ela apresentou duas novas canções, "Sober" e "Sober II (Melodrama)" em uma "pequena apresentação pré-Coachella" no restaurante Pappy & Harriet's em 15 de abril de 2017. "Sober" foi anunciado como o segundo single promocional em 9 de junho de 2017. Ela lançou "Homemade Dynamite" durante sua apresentação no Coachella no dia seguinte. Críticos consideraram sua apresentação um dos pontos altos do festival. Lorde também apresentou "Green Light" no Billboard Music Awards de 2017 em uma apresentação que incluia "um salão barato de karaokê, com iluminação vermelha, um sofá desbotado, amigos impassíveis e uma televisão velha que cuspia a letra da canção em letras quadradas".
Lorde lançou "Perfect Places" como o segundo single do álbum em 1 de junho de 2017. Ela apresentou a canção ao vivo pela primeira vez como parte de sua apresentação no Festival de Música Governors Ball. Em 30 de junho de 2017, Lorde também fez uma aparição no Festival Fuji Rock em Niigata, Japão. No MTV Video Music Awards de 2017, Lorde apresentou uma dança interpretativa para "Homemade Dynamite" que foi recebida de forma mista por críticos, muitos que a consideraram "bizarra". Sua decisão de não cantar surgiu após ser diagnosticada com gripe. Depois de sua apresentação, Lorde lançou um remix de "Homemade Dynamite" que incluia vocais por Khalid, Post Malone e SZA como o terceiro single do álbum em 16 de setembro de 2017.

## Recepção

### Recepção comercial
Após o lançamento do álbum, Melodrama estreou em primeiro lugar nas tabelas musicais de Nova Zelândia. Também estreou em primeiro lugar nos Estados Unidos, se tornando o primeiro disco de Lorde a alcançar esta posição na tabela Billboard 200 com 109 mil unidades equivalentes, incluindo 82 mil vendas puras. O álbum caiu para a 13ª posição na semana seguinte. Também foi seu primeiro disco número um no Canadá, entrando na Canadian Albums Chart com 12 mil unidades equivalentes. Além disso, Melodrama estreou no primeiro lugar na Austrália com 12.001 unidades vendidas na primeira semana, e em quinto lugar na tabela britânica UK Albums Chart, vendendo 17.026 na primeira semana. Diversas certificações foram eventualmente concedidas ao projeto, como ouro na Austrália, Canadá, Reino Unido e Estados Unidos, bem como platina dupla na Nova Zelândia.

### Recepção crítica
| Críticas profissionais | Críticas profissionais |
| Pontuações agregadas   | Pontuações agregadas   |
| Fonte                  | Avaliação              |
| ---------------------- | ---------------------- |
| Metacritic             | 91/100                 |
| Avaliações da crítica  |                        |
| Fonte                  | Avaliação              |
| AllMusic               | [ 110 ]                |
| The A.V. Club          | A                      |
| The Daily Telegraph    | [ 112 ]                |
| Entertainment Weekly   | A                      |
| The Guardian           | [ 114 ]                |
| The Independent        | [ 115 ]                |
| NME                    | [ 116 ]                |
| Pitchfork              | 8.8/10                 |
| Rolling Stone          | [ 118 ]                |
| Vice                   | B+                     |

Melodrama foi recebido com aclamação crítica generalizada; no agregador de críticas Metacritic, o álbum recebeu uma nota generalizada de 91 de 100, baseado em 32 análises. Alexis Petridis do The Guardian sugeriu que ele era um "desafio convencido sendo emitido a seus contemporâneos na música." Em uma análise com uma nota perfeita de cinco estrelas, Dan Stubbs da NME descreveu Melodrama como um "rudemente excelente", elogiando sua introspecção, honestidade e inteligência. Em contraste, Carl Wilson da Slate concedeu que o álbum era "um desvio" em comparação a artistas dos anos 70 como Joni Mitchell e Leonard Cohen.
Em sua análise favorável, Nolan Feeney da Entertainment Weekly elogiou as habilidades de composição de Lorde, descrevendo-as como um "quebra-cabeça que vai te manter ocupado muito tempo depois de a festa acabar." Stacey Anderson, do Pitchfork, concluiu que o disco era "um álbum pop lustroso e úmido cheio de luto e hedonismo, criado com extremo cuidado e conhecimento." Sal Cinquemani, da Slant, ecoou o julgamento de Anderson, descrevendo-o como "catártico, dramático, e tudo mais que você desejaria que um álbum intitulado Melodrama fosse." Will Hermes, da Rolling Stone, louvou a produção, considerando-a um "tour de force."
Meagan Fredette, do The A.V. Club, considerou o projeto "rico e coeso", enquanto Joe Goggins da Drowned in Sound, concluiu que Lorde "[opera] no nível artístico mais alto, e ainda assim consegue criar pop moderno de fácil acesso." Escrevendo para a Spin, Anna Gaca afirmou que Melodrama "incorpora uma impotência estranha e estudiosa, o azul e preto de luz negra de uma perfeccionista tentando capturar sentimentos imperfeitos". Entretanto, a análise de Mikael Wood para o Los Angeles Times foi menos positiva; ele criticou o tema narrativo do álbum, mas reconheceu o potencial de Lorde "possuindo sua autoridade recém-encontrada".

### Reconhecimento
Melodrama apareceu em diversas listas de fim de ano. Muitas fontes de mídia, incluindo Consequence of Sound, Cosmopolitan, Entertainment Weekly, The Mercury News, No Ripcord, NME, Pretty Much Amazing, Stereogum, Melty e Uproxx nomearam o álbum como o melhor de 2017. Ele também foi votado como o quarto melhor álbum pelo questionário de 2017 aos críticos do Pazz & Jop do jornal The Village Voice, com uma pontuação de 724 pontos. O single "Green Light" foi votado no top 10 da lista de singles do Pazz & Jop. No questionário anual aos leitores da Rolling Stone, Melodrama foi votado como o segundo disco mais popular do ano, atrás apenas do álbum de estreia solo de Harry Styles. O Metacritic nomeou Melodrama como o terceiro album melhor recebido de 2017, atrás de A Crow Looked at Me de Mount Eerie e DAMN. de Kendrick Lamar. Foi um dos três álbuns a receberem uma nota superior a 90 no site. O Metacritic também o considerou o segundo disco mais proeminente de 2017, com 122,5 pontos; ele é atualmente o 35º melhor avaliado de todos os tempos.
Diversas publicações, incluindo The Independent, Interview, The New Zealand Herald, PopMatters, The Ringer e Rolling Stone, incluíram Melodrama em segundo lugar em suas respectivas listas de fim de ano. Outras publicações, incluindo BBC News, Billboard, Highsnobiety, New York Daily News, Newsday, People, Pigeons and Planes, The Skinny, ABC News, Dazed, Exclaim!, The Guardian, Q, Spin, The Daily Beast, Mashable, NPR, Pitchfork, Time, Vinyl Me, Please e Yahoo! incluíram o álbum entre os cinco melhores do ano.
Outras publicações que incluíram Melodrama entre os dez melhores álbuns do ano incluem Fuse, Genius, Loud and Quiet, Jon Caramanica e Jon Pareles do The New York Times, Slant, Sputnikmusic, State, Time Out, Tiny Mix Tapes, Uncut, Vice e Vulture. Publicações que incluíram o álbum em suas listas de fim de ano, mas fora dos dez melhores, incluem The A.V. Club, Complex, Drowned in Sound, The Line of Best Fit, Spectrum Culture e Under the Radar. AllMusic, The Alternative, The Boston Globe, The Irish Times, The Nation, Newsweek, Kitty Empire do The Observer, Carl Wilson do Slate, The Stranger, The Sydney Morning Herald, USA Today, V e Variety incluíram Melodrama em suas listas, mas sem posição definida. Rolling Stone e PopMatters também incluíram Melodrama em listas de fim de ano específicas a álbuns pop, em sétimo e primeiro lugar, respectivamente.
Melodrama garantiu a Lorde a única indicação a uma artista feminina para álbum do ano no Grammy Awards de 2018, mas ela acabou por perder o prêmio para 24K Magic (2016) de Bruno Mars. Um dia antes do evento, foi reportado que a cantora havia se recusado a se apresentar na cerimônia após pedirem que ela cantasse junto de outros artistas. Sua decisão de protestar surgiu após os outros indicados, que eram todos homens, terem recebido a oportunidade de se apresentarem sozinhos. Um artigo publicado pela Variety reportou que a The Recording Academy pediu que Lorde se apresentasse com outros artistas em um tributo a Tom Petty, que envolvia sua canção "American Girl" (1976).

## Alinhamento de faixas
A lista de faixas de Melodrama foi anunciada por Lorde em seu perfil no Twitter em 18 de maio de 2017. A edição japonesa inclui um remix de "Green Light" como faixa bônus. A edição encontrada no Spotify inclui o remix de "Homemade Dynamite", lançado como terceiro single do álbum.
| Melodrama – Versão padrão |                          |                                                               |                                                                   |         |  |
| N.º                       | Título                   | Compositor(es)                                                | Produtor(es)                                                      | Duração |  |
| 1.                        | "Green Light"            | Ella Yelich-O'Connor Jack Antonoff Joel Little                | Lorde Antonoff Joel Little Kuk Harrell (b)                        | 3:54    |  |
| 2.                        | "Sober"                  | Yelich-O'Connor Antonoff Malaio                               | Lorde Antonoff Malaio Harrell (b)                                 | 3:17    |  |
| 3.                        | "Homemade Dynamite"      | Yelich-O'Connor Tove Nilsson Jakob Jerlström Ludvig Söderberg | Frank Dukes Lorde Harrell (b)                                     | 3:09    |  |
| 4.                        | "The Louvre"             | Yelich-O'Connor Antonoff                                      | Lorde Antonoff Flume (a) Malaio (a)                               | 4:31    |  |
| 5.                        | "Liability"              | Yelich-O'Connor Antonoff                                      | Lorde Antonoff                                                    | 2:52    |  |
| 6.                        | "Hard Feelings/Loveless" | Yelich-O'Connor Antonoff                                      | Lorde Antonoff Dukes (a) ("Loveless")                             | 6:07    |  |
| 7.                        | "Sober II (Melodrama)"   | Yelich-O'Connor Antonoff Dukes                                | Lorde Antonoff Dukes S1 (a) Harrell (c)                           | 2:58    |  |
| 8.                        | "Writer in the Dark"     | Yelich-O'Connor Antonoff                                      | Lorde Antonoff                                                    | 3:36    |  |
| 9.                        | "Supercut"               | Yelich-O'Connor Antonoff Little                               | Lorde Antonoff Little Dukes (a) Jean-Benoît Dunckel (a) Malay (a) | 4:37    |  |
| 10.                       | "Liability (Reprise)"    | Yelich-O'Connor Antonoff                                      | Lorde Antonoff                                                    | 2:16    |  |
| 11.                       | "Perfect Places"         | Yelich-O'Connor Antonoff Andrew Wyatt                         | Lorde Antonoff Andrew Wyatt Dukes (a)                             | 3:41    |  |
| Duração total:            | Duração total:           | Duração total:                                                | Duração total:                                                    | 40:58   |  |

| Faixa bônus da edição japonesa |                               |                                   |                                           |         |  |
| N.º                            | Título                        | Compositor(es)                    | Produtor(es)                              | Duração |  |
| 12.                            | "Green Light" (Chromeo Remix) | Yelich-O'Connor, Antonoff, Little | Lorde Antonoff Little Harrell (b) Chromeo | 4:09    |  |
| Duração total:                 | Duração total:                | Duração total:                    | Duração total:                            | 45:07   |  |

| Faixa bônus do Spotify(d) |                                                           |                                                                                     |                         |         |  |
| N.º                       | Título                                                    | Compositor(es)                                                                      | Produtor(es)            | Duração |  |
| 12.                       | "Homemade Dynamite" (Remix com Khalid, Post Malone e SZA) | Yelich-O'Connor Nilsson Jerlström Söderberg Khalid Robinson Austin Post Solána Rowe | Dukes Lorde Harrell (b) | 3:34    |  |
| Duração total:            | Duração total:                                            | Duração total:                                                                      | Duração total:          | 44:32   |  |

Notas
- Nota a: denota produtor adicional
- Nota b: denota produtor vocal
- Nota c: denota produtor vocal adicional
- Nota d: faixa adicionada ao álbum após seu lançamento como single

Créditos de amostra
- "Loveless" contém uma amostra de "In the Air Tonight", escrita e cantada por Phil Collins e uma gravação de áudio de Paul Simon que aparece no filme documentário de 2012, Under African Skies: Paul Simon's Graceland Journey.

## Créditos
Créditos adaptados das anotações de Melodrama.
| Produção - Lorde – produção executiva, produção - Jack Antonoff – produção executiva, produção (faixas 1, 2, 4–11), mistura (faixa 6) - Frank Dukes – produção (faixas 1, 3, 7), produção adicional (faixas 6B, 9, 11) - Malay – produção (faixa 2), produção adicional (faixas 4, 9) - Joel Little – produção (faixa 9) - Andrew Wyatt – produção (faixa 11) - Flume – produção adicional (faixa 4) - S1 – produção adicional (faixa 7) - Jean-Benoît Dunckel – produção adicional (faixa 9) - Kuk Harrell – produção vocal (faixas 1–3), produção vocal adicional (faixa 7) Arte de capa - Sam McKinniss – arte de capa - Theo Wenner – fotografia - World of McIntosh Townhouse – fotografias da piscina - 12:01 (escritório de Hassan Rahim) – direção de arte, design | Técnicos - Laura Sisk – engenharia - Barry McCready – assistência de engenharia (faixas 1, 2, 4–11) - Greg Eliason – assistência de engenharia (faixas 1–4, 6–9, 11) - Brendan Morawski – assistência de engenharia (faixas 1, 3–5, 7–11) - Seth Paris – assistência de engenharia (faixas 2, 8, 10, 11) - Eric Eylands – assistência de engenharia (faixas 1, 3–5, 7–11) - Ben Sedano – assistência de engenharia (faixas 7, 9, 11) - Serban Ghenea – mistura (faixas 1–4, 6A, 9, 11) - Tom Elmhirst – mistura (faixas 5, 7, 8, 10) - Jack Antonoff – mistura (faixa 6B) - John Hanes – engenheiro para mistura (faixas 1–4, 6A, 9, 11) - Joe Visciano – assistência de mistura (faixa 5) - Brandon Bost – assistência de mistura (faixas 5, 7, 8, 10) - Tom Coyne – masterização (faixas 1, 5) - Randy Merrill – masterização (faixas 2–4, 6–11) |

## Desempenho nas tabelas musicais
| Tabela (2017)                          | Melhor posição |
| -------------------------------------- | -------------- |
| Alemanha (Offizielle Top 100)          | 11             |
| Austrália (ARIA Charts)                | 1              |
| Áustria (Ö3 Austria)                   | 8              |
| Bélgica (Ultratop 40 Valônia)          | 12             |
| Bélgica (Ultratop 50 Flandres)         | 12             |
| Canadá (Billboard Canadian Albums)     | 1              |
| Coreia do Sul (GAON)                   | 6              |
| Dinamarca (Hitlisten)                  | 6              |
| Escócia (Scottish Albums Chart)        | 7              |
| Espanha (PROMUSICAE)                   | 9              |
| Estados Unidos (Billboard 200)         | 1              |
| Estados Unidos (Billboard Alternative) | 1              |
| Estados Unidos (Billboard Vinyl)       | 3              |
| Finlândia (IFPI)                       | 15             |
| França (SNEP)                          | 29             |
| Hungria (Mahasz)                       | 33             |
| Irlanda (IRMA)                         | 3              |
| Itália (FIMI)                          | 8              |
| Japão (Oricon Albums Chart)            | 87             |
| Nova Zelândia (Recorded Music NZ)      | 1              |
| Noruega (VG-lista)                     | 4              |
| Países Baixos (MegaCharts)             | 6              |
| Polónia (ZPAV)                         | 13             |
| Portugal (AFP)                         | 10             |
| Chéquia (IFPI Česká Republika)         | 3              |
| Reino Unido (UK Albums Chart)          | 5              |
| Suécia (Sverigetopplistan)             | 10             |
| Suíça (Schweizer Hitparade)            | 7              |

| Tabela (2017)                     | Posição |
| --------------------------------- | ------- |
| Austrália (ARIA Charts)           | 13      |
| Bélgica (Ultratop 50 Flandres)    | 116     |
| Estados Unidos (Billboard 200)    | 114     |
| Nova Zelândia (Recorded Music NZ) | 5       |

| Tabela (2018)                     | Posição |
| --------------------------------- | ------- |
| Austrália (ARIA Charts)           | 67      |
| Nova Zelândia (Recorded Music NZ) | 32      |

## Certificações e vendas
| Região                                                  | Certificação | Vendas certificadas(a) |
| ------------------------------------------------------- | ------------ | ---------------------- |
| Austrália (ARIA)                                        | Platina      | 70 mil                 |
| Canadá (Music Canada)                                   | Platina      | 80 mil                 |
| Estados Unidos (RIAA)                                   | Ouro         | 500 mil                |
| Nova Zelândia (RMNZ)                                    | 2× Platina   | 30 mil                 |
| Reino Unido (BPI)                                       | Ouro         | 100 mil                |
| Sumários                                                |              |                        |
| Mundo                                                   | —            | 400 mil                |
| Nota a: vendas baseadas apenas na certificação recebida |              |                        |

## Histórico de lançamento
| Região       | Data                | Formato                     | Gravadoras                | Número do catálogo | Ref.    |
| ------------ | ------------------- | --------------------------- | ------------------------- | ------------------ | ------- |
| Mundialmente | 16 de junho de 2017 | Download digital, streaming | Universal, Lava, Republic | N/A                | [ 239 ] |
| Mundialmente | 16 de junho de 2017 | CD                          | Universal, Lava, Republic | B0026615-02        | [ 240 ] |
| Mundialmente | 6 de abril de 2018  | Disco de vinil              | Universal, Lava, Republic | N/A                | [ 241 ] |